# ベストフンドシストアワード
ベストフンドシストアワード（ベストフンドシスト賞、BEST FUNDOSHIST AWARD）とは、日本ふんどし協会が主催するふんどしの普及に貢献したプロフェッショナルな人物を選出する賞。

## 概要
受賞の対象は、普段からふんどしを愛用しているか、日本ふんどし協会側からふんどしを愛用してほしいと切望する人物で、日本在住ならば国籍は問わない。日本ふんどし協会が日本記念日協会に申請した「ふんどしの日」である2月14日より前の2月上旬に毎年発表される。かつては授賞式を行っていたが、2017年度は不実施で、2018年度に実施したのを最後に、感染症対策等の影響もあって行われていない。
2014年度に、ふんどしを締め直して頑張ろうとする人物を応援する賞として「特別賞」を新設。特別賞は対象の1年で騒動を起こしたセンセーショナル人物が選出され、ふんどしを使ったことがない場合でも選ばれるため、マスコミなどの注目を集めるために新設されたとみられる。2018年度からは特別賞の選出は行っていない。また、同年度のみ、授賞式の年にふんどしの普及の貢献に期待できる人物に与える「期待の新人賞」が新設され、受賞者は授賞式の場で発表された。この他、人物以外にもふんどし普及に貢献した作品が選出されることもあった。

## 歴代受賞者

### 2011年度
2012年2月14日、新宿角座にて授賞式が行われた。
ふんどしが明るく楽しいものであるとポジティブなイメージを与えたとして、第1回の大賞受賞者に安田大サーカスの団長安田が選出された。
大賞
団長安田（安田大サーカス）
受賞
いとうせいこう、勝俣州和、澤口俊之、木口亜矢

### 2012年度
2013年2月13日、東京カルチャーカルチャーにて授賞式が行われ、同日夜には同会場で「ふんどし男は出てこない!?大真面目『ふんどしの日』前夜祭 in 台場」というイベントも行われた。
住吉美紀の大賞受賞理由として、ふんどし愛用者であること公言していること、ラジオ番組でコラボふんどしのプレゼントキャンペーンの実施、女性にも健康にいいことを広く発信した点などが挙げられた。
大賞
住吉美紀
受賞
いとうせいこう、小山薫堂、壇蜜、山口勝平、井上裕介（NON STYLE）
作品賞
テレビドラマ『押忍!!ふんどし部!』

### 2013年度
2014年2月13日、小田急百貨店新宿店イベント会場にて授賞式が行われた。また、同店では「2.14 ふんどしの日フェア」というイベントも展開されていた。
テレビドラマ『押忍!!ふんどし部!』でふんどし姿を披露した古田新太が大賞を受賞。メンバー全員がふんどしを愛用しているというロックバンド・人間椅子が初めてグループ単位での受賞。また、初めて人間以外の受賞者として静岡県磐田市のイメージキャラクターであるしっぺいが選出された。
大賞
古田新太
受賞
いとうせいこう、上島竜兵（ダチョウ倶楽部）、大島美幸（森三中）、人間椅子、しっぺい（磐田市イメージキャラクター）

### 2014年度
2015年2月12日、東京カルチャーカルチャーにて授賞式が行われ、同日夜には同会場で「『ふんどしの日』前々夜祭2015 in 台場」というイベントも行われた。
長年ふんどしを愛用し、ふんどし応援ソング「フンドシたまらンナー」を制作したサンプラザ中野くんが大賞を受賞。日本ふんどし協会公式応援ソングとなった当該楽曲は「サンプラザ中野くん＋ETERNAL JORNEY」名義で2015年2月9日より各種音楽配信サイトにて配信が開始され、前述のイベントでも披露された。また、2011年度から3回連続で受賞していたいとうせいこうが今回をもって殿堂入りとなった。
大賞
サンプラザ中野くん
受賞
天野ひろゆき、マキタスポーツ、岸田雪子
作品賞
映画『WOOD JOB! 〜神去なあなあ日常〜』
特別賞
矢口真里

### 2015年度
2016年2月2日、道往寺にて授賞式が行われた。
とにかく明るく下着の良さを広めたとして、とにかく明るい安村が大賞を受賞した。ふんどし専門ショップ「TeRAYA」とのコラボレーションでふんどしPRポスターを発表していたV・ファーレン長崎がチームでの受賞となり、授賞式には代表して広報の新ヶ江周二郎が出席した。
大賞
とにかく明るい安村
受賞
内田理央、西明日香、佐々木優太、V・ファーレン長崎
特別賞
前園真聖、ねば〜る君（茨城県非公認マスコットキャラクター）

### 2016年度
該当者なしとして開催されなかった。協会サイトでは「当協会の努力不足」とも書かれている。

### 2017年度
映画『帝一の國』や大河ドラマ『おんな城主 直虎』でふんどし姿を披露し、若い世代への普及に貢献したとして菅田将暉が大賞を受賞した。なお、この年は受賞者のメッセージ動画は投稿されたが、授賞式は行われなかった。
大賞
菅田将暉
受賞
五十嵐結也
特別賞
井上裕介（NON STYLE）
作品賞
映画『帝一の國』

### 2018年度
2019年2月12日にウシオ電機本社で授賞式が行われた。
バーレスクの男性版「ボーイレスクショー Betterfly TOKYO」を主催し、ふんどし姿のダンサーとしても活躍している平成ノブシコブシの吉村崇が大賞に選出された。この回に新設された「期待の新人賞」の受賞者は事前に発表はせず、授賞式の場で発表された。
大賞
吉村崇（平成ノブシコブシ）
受賞
浅川梨奈、せやろがいおじさん
期待の新人賞2019
斎藤工

### 2019年度
前年度に期待の新人賞が贈られ、映画『麻雀放浪記2020』での着用に加えてバラエティ番組などでもふんどしについて発信した斎藤工が大賞に選出された。この年は受賞者のメッセージ動画の投稿のみで、授賞式は行われず、また、大賞以外の選出者がいなかった。
大賞
斎藤工

### 2020年度
バラエティ番組などでのふんどし着用についてSNSで発信していたお笑いコンビ・EXITの両名が大賞に選出された。この年は受賞者の発表のみで、新型コロナウイルス感染症流行の影響から授賞式は行わなかった。また、前年に続き、大賞以外の選出者がいなかった。
大賞
EXIT（りんたろー。、兼近大樹）

### 2021年度
テレビ番組などでふんどし着用について積極的に発信し、リラックスウェアとしてのふんどしの魅力や可能性を、世間、特に女性に広く認知させたことから、フリーアナウンサーの新井恵理那が大賞に選出された。この年も新型コロナウイルス感染症流行の影響から授賞式は行わなかったが、新井と本仮屋による受賞メッセージ動画が投稿された。
大賞
新井恵理那
受賞
虫眼鏡（東海オンエア）、本仮屋リイナ

### 2022年度
テレビ番組や自身のYouTubeチャンネル等でふんどしを着用していることを公表して、自身の感想を積極的に発信しており、影響力の高さからふんどし愛用者が増えているとして、千原兄弟の千原ジュニアが大賞に選出された。この年も授賞式は行わなかった。
大賞
千原ジュニア（千原兄弟）
受賞
東京力車、向井慧（パンサー）

### 2023年度
該当者なしとして開催されなかった。協会サイトでは「『ふんどし』の良さを伝えきることができなかったという当協会の不徳の致すところ」とお詫びの文章が掲載された。

### 2024年度
日常的にふんどしを愛用し、その魅力をメディアを通じて積極的に発信しており、リラックスウェアとしてのふんどしの利点や、健康的なライフスタイルの提案を行っているとして、俳優の大東駿介が対象に選出された。この年も授賞式は行わなかったが、受賞メッセージ動画が投稿された。また、2020年度以来の、大賞以外の選出者がいないものとなった。
大賞
大東駿介